# Substàncies per- i polifluoroalquils

Estructura esquelètica del PFOS, un fluorosurfactant eficaç, persistent i bioacumulatiu.

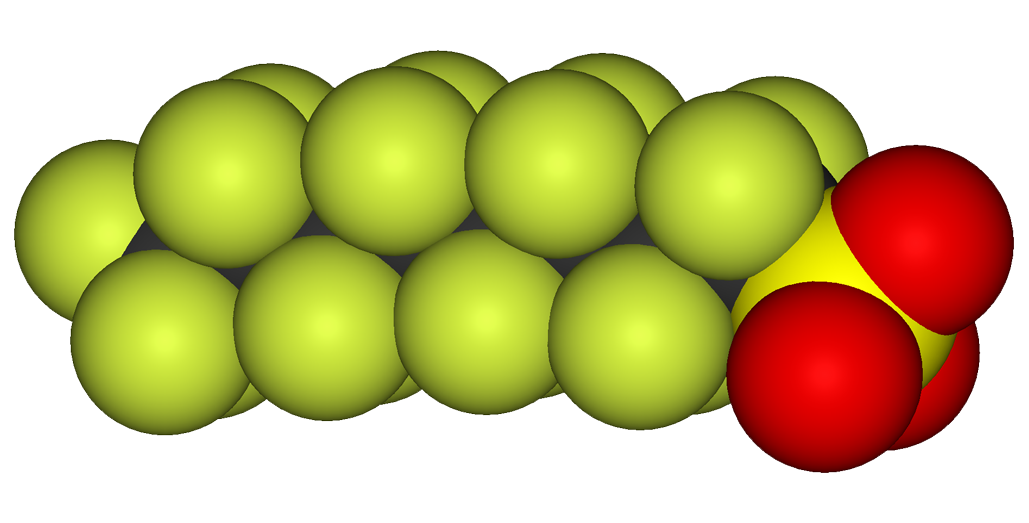
Model d'ompliment d'espai de PFOS.

Les substàncies per- i polifluoroalquils (amb acrònim anglès PFAS) són compostos químics organofluorinats sintètics que tenen múltiples àtoms de fluor units a una cadena alquil. Una definició primerenca, del 2011, requeria que continguessin almenys un fragment perfluoroalquil, –CnF2n+1–. A partir del 2021, l'Organització per a la Cooperació i el Desenvolupament Econòmic (OCDE) va ampliar la seva terminologia, afirmant que "els PFAS es defineixen com a substàncies fluorades que contenen almenys un àtom de carboni de metil o metilè totalment fluorat (sense cap H/Cl/Br/). I àtom connectat a ell), és a dir, amb algunes excepcions assenyalades, qualsevol substància química amb almenys un grup metil perfluorat (–CF ₃) o un grup metilè perfluorat (–CF ₂ -) és un PFAS".

Efectes de l'exposició als PFAS sobre la salut humana

Segons l'OCDE, es coneixen almenys 4.730 PFAS diferents, que contenen almenys tres àtoms de carboni perfluorats. La base de dades de toxicitat de l'Agència de Protecció Ambiental dels Estats Units (EPA), DSSTox, enumera 14.735 compostos químics únics de PFAS. PubChem enumera aproximadament 6 milions. El subgrup de tensioactius fluorats o tensioactius fluorats, té una «cua» fluorada i un "cap" hidròfil i, per tant, es consideren tensioactius. Aquests són més efectius per reduir la tensió superficial de l'aigua que els tensioactius d'hidrocarburs comparables. Inclouen els àcids perfluorosulfònics, com l'àcid perfluorooctansulfònic (PFOS) i els àcids perfluorocarboxílics com l'àcid perfluorooctanoic (PFOA).
Molts PFAS es van utilitzar a mitjans del segle XX en productes i materials a causa de les seves propietats resistents a l'aigua millorades, com ara el tefló o l'escuma formadora de pel·lícula aquosa. Només des de principis del segle XXI s'ha estudiat en profunditat l'impacte ambiental i la toxicitat per a la vida humana i dels mamífers. El PFOS, el PFOA i altres PFAS es descriuen habitualment com a contaminants orgànics persistents perquè romanen al medi ambient durant llargs períodes i també es coneixen com a "substàncies químiques per sempre". S'han detectat residus en humans i vida salvatge, cosa que va generar preocupació pels impactes sobre la salut. Segons les Acadèmies Nacionals de Ciències, Enginyeria i Medicina, l'exposició a PFAS està relacionada amb un augment del risc de dislipèmia (colesterol anormalment alt), una resposta subòptima d'anticossos, un creixement infantil i fetal reduït i taxes més altes de càncer de ronyó.
Els problemes de salut relacionats amb els PFAS han donat lloc a nombrosos litigis (vegeu Cronologia d'esdeveniments relacionats amb substàncies per- i polifluoroalquil). El 2021, Maine es va convertir en el primer estat dels Estats Units a prohibir aquests compostos en tots els productes el 2030, excepte en els casos considerats "actualment inevitables".